# Foxlane
Foxlane  was een Nederlandse indierockband uit Nijmegen die bestond tussen 2015 en 2025.

## Geschiedenis
Foxlane werd gevormd in 2015 als een Nijmeegse studentenband. De naam van de band werd uitgekozen doordat bassist Samuels aan de Vossenlaan te Nijmegen in een studentenwoning woonde. In 2017 werd door de band in hun thuisstad de studentenbandwedstrijd Kaf en Koren gewonnen. Kort hierna werden hun eerste singles uitgebracht, Blown Out en Birmingham. Het lied Birmingham, dat gaat over de serie Peaky Blinders, ging internationaal viraal nadat het werd toegevoegd aan een playlist op Spotify over de televisieserie. Beide singles waren later in 2017 te vinden op ep All Quite Good Now.
Aan het einde van 2017 werd bekend gemaakt dat de band zou meedoen aan de Grote Prijs van Nederland. Ze kwamen hierbij uiteindelijk in april 2018 in de finale en wonnen hier de publieksprijs. Ze kwamen vervolgens in 2019 met de singles Reinc. en Halley's Comet en werden geselecteerd voor de Popronde van dat jaar. Bij het eindfeest van de ronde van dat jaar werden ze bij 3voor12 uitgekozen tot een van de tien beste acts.
Na de single time flies, why waste it? in begin 2020, werd het even stil rondom de band. Doordat ze door de coronacrisis niet meer konden optreden, besloten de bandleden om zich te richten tot hun studies en werd Foxlane op een lager pitje gezet. In mei 2021 kwamen ze weer met nieuwe muziek. Op de single flashy lights, underground blikken ze met een nostalgische kijk terug op hun studententijd in Nijmegen. De single was voorloper van de ep Foxlane, uitgebracht onder eigen beheer in september 2021. De nieuwe muziek werd ook gespeeld bij een optreden op Valkhof Festival en er werd samen met de Amsterdamse band Pom getourd door Nederland, spelend in onder andere Simplon, Hedon en de Melkweg. In 2022 stonden ze nog in het voorprogramma van DI-RECT en op festivals Valkhof en Epop Festival, maar na Foxlane werd er geen nieuwe muziek meer uitgebracht.
Deze nieuwe muziek kwam er in 2024 plotseling wel weer. Eerst kwamen ze met de single Coffee in maart, daarna Disenchantment in april en Reflect in juni. De singles waren voorlopers van een anno 2024 nog uit te brengen album, waarover de band vertelde dat ze een andere richting met hun muziek op waren gegaan dan dat ze eerder maakten. Waar de teksten van hun muziek eerder (naar eigen zeggen) wat oppervlakkig was, gingen de teksten op hun debuutalbum over hun eigen levens en reflecteren ze daarop.
Op 15 februari 2025 presenteerde de band haar eerste album I’ll be your mirror met een concert in Doornroosje (Nijmegen) dat tevens het afscheidsconcert was van de band.
- MusicBrainz: 7a9558b1-bcc6-4424-810e-03039c23a9e4